# Wunder der Prärie
Wunder der Prärie (Originaltitel: The Vanishing Prairie) von James Algar ist ein Dokumentarfilm, der im mittleren Teil Nordamerikas westlich des Mississippi und östlich der Rocky Mountains, von den Ebenen Kanadas bis zum Golf von Mexiko gedreht wurde und 1954 in die amerikanischen Kinos kam. Dies war nach dem Film Die Wüste lebt der zweite lange Dokumentarfilm der Reihe Entdeckungsreisen im Reiche der Natur (True-Life Adventures).

## Inhalt
Dies ist eine Geschichte von Gabelböcken, Präriehunden, Dickhornschafen, Pumas, Büffeln und vielen weiteren tierischen Bewohnern der Prärien des mittleren Westens, der zeigt, wie sie so durch den Tag und durch das Jahr kommen.
Wir erleben die Geburt eines Büffels mit und den Tanz der Schreikraniche. Zeitlupenaufnahmen verdeutlichen amüsant, wie Wildenten auf gefrorenen Teichen landen und Haubentaucher werben und nisten. Ein Zeitlupenbild zeigt einen sogenannten Jackalope, der hornartige Verdickungen an den Ohren und am Kopf hat, ebenso ist ein Antilopenhase zu sehen, der beim Wegrennen die weiße Unterseite seines Schwanzes zeigt, und in seinem Verhalten dem Gabelbock, der in Amerika als Antilope bezeichnet wird, ähnelt. Präriehunde, eine nordamerikanische Gattung der Erdhörnchen, huschen vorbei und schwerfällige alte Bisons flößen Respekt ein. Ein Falke startet im Sturzflug einen Angriff auf einen Ziesel, die sich jedoch gerade noch in Sicherheit bringen kann. Details der Tötung eines Hirsches durch einen Berglöwen werden ausgeblendet.

## Wirkung
Untermalt mit Musik und Soundeffekten, kommentiert von witzigen Kommentaren, geht der Film über den reinen Dokumentarfilm hinaus. Durch die Vermenschlichung der Tiere, mit denen der Zuschauer bis zur letzten Minute mitfühlt, ist er der Vorläufer der populären Tierfilme.

## Auszeichnungen
- 1955: Oscar für Walt Disney und den Film in der Kategorie „Bester Dokumentarfilm des Jahres 1954“.[1]
- 1955: Große Goldene Plakette der Berlinale

Die Filmbewertungsstelle Wiesbaden verlieh der Produktion das Prädikat besonders wertvoll.

## Kritik
- „Ein äußerst kurzweiliger Naturdokumentarfilm im perfekt publikumswirksamen Disney-Showstil: Bewundernswert die geduldige Beobachtung von Büffelherden, Berglöwen, Präriehunden und anderen Tieren des amerikanischen Mittelwestens im Tages- und Jahresablauf.“ – Lexikon des internationalen Films.:[2]